# NGC 826
NGC 826 je galaxie v souhvězdí Trojúhelníku. Její zdánlivá jasnost je 14,6m a úhlová velikost 0,8′ × 0,7′. Je vzdálená 222 milionů světelných let. Galaxii objevil 18. září 1871 Édouard Stephan.